# (11596) Francetic
(11596) Francetic est un astéroïde de la ceinture principale.

## Description
(11596) Francetic est un astéroïde de la ceinture principale. Il fut découvert le 26 mai 1995 à Catalina Station par Timothy B. Spahr. Il présente une orbite caractérisée par un demi-grand axe de 2,37 UA, une excentricité de 0,23 et une inclinaison de 19,8° par rapport à l'écliptique.

## Compléments